# Club Atlético Osasuna 2022-2023
Questa voce raccoglie le informazioni riguardanti il Club Atlético Osasuna nelle competizioni ufficiali della stagione 2022-2023.

## Stagione
La stagione 2022-2023 è la 103ª stagione nella storia dell'Osasuna e la quarta stagione consecutiva nella massima serie spagnola. Quest'anno il club compete in due tornei: Liga e Coppa del Re.
Dopo un promettente inizio di campionato, che permette alla compagine navarra di lambire le posizioni in classifica generale valide per un posto nelle coppe europee, la squadra, in particolare dopo la sosta dovuta allo svolgimento del Mondiale qatariota, rallenta e, commettendo alcuni passi falsi, si assesta in piazzamenti di metà classifica tranquilli ma senza grandi ambizioni. Per quanto riguarda, invece, la coppa nazionale, la formazione allenata da Jagoba Arrasate è protagonista di uno splendido percorso, difatti riesce a raggiungere per la seconda volta nella propria storia la finale di Coppa del Re. Il 6 maggio viene sconfitta per 2-1 in finale dal Real Madrid. La squadra di Arrasate riesce a qualificarsi alla Conference League tramite il settimo posto finale, ottenuto all'ultima giornata grazie alla vittoria casalinga per 2-1 contro il Girona.
Nonostante la qualificazione ottenuta sul campo, il club viene estromesso dalla competizione europea a causa di illeciti.

## Maglie e sponsor
| Casa | Trasferta | Terza maglia |

Sponsor ufficiale: Verleal

Fornitore tecnico: Adidas

## Organigramma societario
Area direttiva
- Presidente: Luis Sabalza Iriarte
- Primo Vice Presidente: Miguel Cuesta González
- Secondo Vice Presidente: César Muniáin Irurita
- Segretario: Txuma Iso Martínez
- Contabile: Ignacio Yániz Ros
- Tesoriere: Fidel Medrano León
- Direttore Generale: Francisco Canal Fidalgo
- Gerente: Ángel Ardanaz Rípodas
- Direttore Sportivo: Braulio Vázquez Benítez
- Direttore Settore Giovanile: Ángel Alcalde Encina
- Direttore Commerciale e Marketing: Xabier Larraya Garriz
- Primo Responsabile Marketing: Ana Herrero Osés
- Secondo Responsabile Marketing: Ainhoa Janín Ardanaz
- Primo Responsabile Amministrazione: Jose Mari Iglesias Marcellán
- Secondo Responsabile  Amministrazione: Tamara Urroz Osés
- Responsabile Protocollo: Ainhoa Janín Ardanaz

Area comunicazione
- Primo Responsabile Comunicazione: Aitor Royo Sánchez
- Secondo Responsabile Comunicazione: Santiago Zuza Fernández

Area tecnica
- Allenatore: Jagoba Arrasate Elustondo
- Allenatore in seconda: Bittor Alkiza Fernández
- Capo dei preparatori atletici: Sergi Pérez
- Preparatore dei portieri: Richard Sanzol
- Primo Preparatore atletico: Juantxo Martín
- Secondo Preparatore atletico: Pablo Iriarte Gómara
- Capo del servizio medico: Andrés Fernández
- Primo Fisioterapista: Asier Urkia
- Secondo Fisioterapista: Luis Munárriz
- Terzo Fisioterapista: Unai Miqueleiz Erburu
- Nutrizionista: Aitor Ugalde
- Football Analyst: Rubén Berrogui
- Delegato sportivo: Iñaki Ibáñez
- Primo Attrezzista: Andrés Ocampo
- Secondo Attrezzista: David Armendariz

Area sanitaria
- Podologo: Javier Rada

## Organico

### Rosa
Aggiornato al 31 gennaio 2023.
| N. |                      | Ruolo | Calciatore              |
| -- | -------------------- | ----- | ----------------------- |
| 1  | Spagna (bandiera)    | P     | Sergio Herrera          |
| 2  | Spagna (bandiera)    | D     | Nacho Vidal             |
| 3  | Spagna (bandiera)    | D     | Juan Cruz               |
| 4  | Spagna (bandiera)    | D     | Unai García             |
| 5  | Spagna (bandiera)    | D     | David García (capitano) |
| 6  | Spagna (bandiera)    | C     | Lucas Torró             |
| 7  | Spagna (bandiera)    | C     | Jon Moncayola           |
| 8  | Serbia (bandiera)    | C     | Darko Brašanac          |
| 9  | Argentina (bandiera) | A     | Ezequiel Ávila          |
| 11 | Spagna (bandiera)    | A     | Kike Barja              |
| 12 | Marocco (bandiera)   | A     | Abde Ezzalzouli         |
| 14 | Spagna (bandiera)    | C     | Rubén García            |

| N. |                    | Ruolo | Calciatore        |
| -- | ------------------ | ----- | ----------------- |
| 15 | Spagna (bandiera)  | D     | Rubén Peña        |
| 16 | Spagna (bandiera)  | A     | Moi Gómez         |
| 17 | Croazia (bandiera) | A     | Ante Budimir      |
| 18 | Spagna (bandiera)  | A     | Kike García       |
| 19 | Spagna (bandiera)  | C     | Pablo Ibáñez      |
| 20 | Spagna (bandiera)  | D     | Manu Sánchez      |
| 22 | Spagna (bandiera)  | D     | Aimar Oroz        |
| 23 | Spagna (bandiera)  | D     | Aridane Hernández |
| 25 | Spagna (bandiera)  | P     | Aitor Fernández   |
| 31 | Spagna (bandiera)  | D     | Jorge Herrando    |
| 33 | Spagna (bandiera)  | A     | Iker Benito       |
| 35 | Spagna (bandiera)  | D     | Diego Moreno      |

## Risultati

### Primera División

#### Girone di andata
| Arbitro: | del Cerro Grande |

|                          |           |         |
| Ávila 9’ Oroz 74’ (rig.) | Marcatori | 11’ Mir |

| Arbitro: | Mateu Lahoz |

|                                  |           |  |
| Ávila 37’ (rig.) Oroz 79’ (rig.) | Marcatori |  |

| Arbitro: | Martínez Munuera |

|              |           |  |
| Iglesias 34’ | Marcatori |  |

| Arbitro: | Muñiz Ruiz |

|                        |           |             |
| Oroz 54’ R. García 90’ | Marcatori | 75’ Lejeune |

| Arbitro: | Iglesias Villanueva |

|  |           |           |
|  | Marcatori | 28’ Ávila |

| Arbitro: | Díaz de Mera Escuderos |

|  |           |                             |
|  | Marcatori | 30’ J. Iglesias 76’ Álvarez |

| Arbitro: | Cuadra Fernández |

|              |           |          |
| Vinícius 42’ | Marcatori | 50’ Kike |

| Arbitro: | Ortiz Arias |

|                |           |                           |
| Brašanac 90+3’ | Marcatori | 28’ Kluivert 54’ Diakhaby |

| Arbitro: | González Fuertes |

|                         |           |  |
| Danjuma 42’, 52’ (rig.) | Marcatori |  |

| Arbitro: | Melero López |

|             |           |  |
| Budimir 55’ | Marcatori |  |

| Arbitro: | Pulido Santana |

|             |           |           |
| López 45+1’ | Marcatori | 37’ Barja |

| Arbitro: | Cuadra Fernández |

|                     |           |  |
| Ávila 13’ Gómez 19’ | Marcatori |  |

| Arbitro: | Figueroa Vázquez |

|           |           |               |
| Aspas 19’ | Marcatori | 8’, 28’ Ávila |

| Arbitro: | Gil Manzano |

|              |           |                        |
| D. García 6’ | Marcatori | 48’ Pedri 85’ Raphinha |

| Arbitro: | Pizarro Gómez |

|                        |           |  |
| Méndez 22’ Sørloth 64’ | Marcatori |  |

| Bilbao 9 gennaio 2023, ore 21:00 CET 16ª giornata | Athletic Bilbao | 0 – 0 referto | Osasuna | San Mamés (39 216 spett.)\| Arbitro: \| Melero López \| |
| Arbitro:                                          | Melero López    |               |         |                                                         |

| Arbitro: | Soto Grado |

|          |           |  |
| Oroz 47’ | Marcatori |  |

| Arbitro: | Muñiz Ruiz |

|             |           |           |
| Carmona 67’ | Marcatori | 20’ Ávila |

| Arbitro: | Alberola Rojas |

|  |           |          |
|  | Marcatori | 74’ Saúl |

#### Girone di ritorno
| Arbitro: | Gil Manzano |

|                 |           |             |
| Braithwaite 59’ | Marcatori | 45’ Budimir |

| Valladolid 12 febbraio 2023, ore 18:30 CET 21ª giornata | Real Valladolid  | 0 – 0 referto | Osasuna | José Zorrilla (21 102 spett.)\| Arbitro: \| Cuadra Fernández \| |
| Arbitro:                                                | Cuadra Fernández |               |         |                                                                 |

| Arbitro: | Munuera Montero |

|  |           |                            |
|  | Marcatori | 78’ Valverde 90+2’ Asensio |

| Arbitro: | Pulido Santana |

|                          |           |                                                  |
| Gudelj 63’ En-Nesyri 78’ | Marcatori | 18’ D. García 67’ (aut.) Fernando 85’ Ezzalzouli |

| Pamplona 6 marzo 2023, ore 21:00 CET 24ª giornata | Osasuna          | 0 – 0 referto | Celta Vigo | El Sadar (17 684 spett.)\| Arbitro: \| Sánchez Martínez \| |
| Arbitro:                                          | Sánchez Martínez |               |            |                                                            |

| Arbitro: | Iglesias Villanueva |

|              |           |  |
| Kluivert 74’ | Marcatori |  |

| Arbitro: | Muñiz Ruiz |

|  |           |                                  |
|  | Marcatori | 14’ Chukwueze 85’, 90+3’ Morales |

| Palma di Maiorca 31 marzo 2023, ore 21:00 CEST 27ª giornata | Maiorca                | 0 – 0 referto | Osasuna | Son Moix (14 312 spett.)\| Arbitro: \| Díaz de Mera Escuderos \| |
| Arbitro:                                                    | Díaz de Mera Escuderos |               |         |                                                                  |

| Arbitro: | González Fuertes |

|                     |           |             |
| Ezzalzouli 71’, 84’ | Marcatori | 44’ Morente |

| Arbitro: | Munuera Montero |

|                                |           |               |
| Aridane 40’ (aut.) Palazón 43’ | Marcatori | 66’ Moi Gómez |

| Arbitro: | Alberola Rojas |

|                               |           |                              |
| Budimir 6’, 11’ Moncayola 41’ | Marcatori | 16’ Miranda 70’ G. Rodríguez |

| Arbitro: | Carlos Del Cerro Grande |

|  |           |                  |
|  | Marcatori | 62’ Rubén García |

| Arbitro: | Pizarro Gómez |

|  |           |                               |
|  | Marcatori | 6’ (aut.) S. Herrera 90’ Kubo |

| Arbitro: | Iglesias Villanueva |

|                |           |  |
| Jordi Alba 85’ | Marcatori |  |

| Arbitro: | Mateu Lahoz |

|                                          |           |              |
| Budimir 46’ Ezzalzouli 51’ Moi Gómez 81’ | Marcatori | 90+2’ Lázaro |

| Arbitro: | González Fuertes |

|                                  |           |  |
| Carrasco 44’ Saúl 62’ Correa 82’ | Marcatori |  |

| Arbitro: | Muñiz Ruiz |

|                       |           |  |
| Budimir 50’ Torró 77’ | Marcatori |  |

| Arbitro: | Mateu Lahoz |

|                     |           |          |
| Latasa 39’ Mata 90’ | Marcatori | 2’ Ávila |

| Arbitro: | Ortiz Arias |

|                  |           |             |
| Budimir 52’, 55’ | Marcatori | 75’ Reinier |

### Coppa del Re
| Arbitro: | Munuera Montero |

|             |           |                                      |
| Requeno 44’ | Marcatori | 42’ Brašanac 49’ Vidal 54’, 64’ Kike |

| Arbitro: | Melero López |

|              |           |                             |
| Amelivia 65’ | Marcatori | 13’, 31’ Kike 14’ R. García |

| Arbitro: | Díaz de Mera Escuderos |

|               |           |                             |
| Fernández 78’ | Marcatori | 16’ Kike 112’ (aut.) Montes |

| Arbitro: | Alberola Rojas |

|                          |                      |                                |
| Carvalho 62’ Sabaly 103’ | Marcatori            | 90+1’ D. García 106’ R. García |
|                          | Tiri di rigore 2 – 4 |                                |

| Arbitro: | de Burgos Bengoetxea |

|                          |           |                 |
| Ávila 71’ Ezzalzouli 99’ | Marcatori | 90+4’ En-Nesyri |

| Arbitro: | Gil Manzano |

|                |           |  |
| Ezzalzouli 47’ | Marcatori |  |

| Arbitro: | del Cerro Grande |

|                 |           |             |
| I. Williams 33’ | Marcatori | 116’ Ibáñez |

| Arbitro: | Sánchez Martínez |

|                 |           |           |
| Rodrygo 2’, 70’ | Marcatori | 58’ Torró |